# II. Szergiosz konstantinápolyi pátriárka
II. Szergiosz (ógörögül: Σέργιος, latinul: Sergius), (? – 1019 júliusa) konstantinápolyi pátriárka 1001-től haláláig.
Szergiosz pátriárkasága azért nevezetes, mert az ő idején küldte Bizáncba IV. Szergiusz pápa a megválasztásakor megszerkesztett hitnyilatkozatot, amely tartalmazta a bizánciak által elutasított teológiai Filioque kifejezést. Válaszul a pátriárka töröltette a pápa nevét a liturgikus könyörgésekből, ezzel automatikusan kétségbevonva az igazhitűségét. Mind a pápa, mind a pátriárka tette elmélyítette a latin és a görög kereszténység között lévő viszályokat, előkészítve ezzel az 1054-es nagy egyházszakadást.